# Moepedia
Moepedia（日语：モエペディア，Moepedia）是電腦軟件倫理機構（軟倫）、智慧財產振興協會（IPPA）、日本内容审查中心共同營運的美少女遊戲資訊網站。它收錄了約18,000部美少女遊戲的資訊，並列出日本約180間美少女遊戲實體商店。

## 創立
電腦軟件倫理機構是於1992年10月創立的自主審查機構，專門負責美少女遊戲的內容審查。此外，它亦負責處理侵權個案和發行業內報章《軟倫新聞》（ソフ倫ニュース），以向會員發放面向開發者的資訊。
2020年，2019冠狀病毒病在日本出現大規模傳播，令當地的美少女遊戲商店縮短營業時間或停止營業。玩家轉而在網上平台購買美少女遊戲。此外，美少女遊戲雜誌和業內報章的數量亦出現下跌趨勢，令玩家較難取得有關資訊。此時有開發商建議軟倫開設「遊戲發售日日曆」。軟倫便因應上述情況，順其之意着手開發之，於網上提供美少女遊戲的發售情報。在軟倫公佈有關計劃後，陸續有開發商與它聯絡，以修訂網站的內容和提出希望加入的功能（像是加入過往作品的資訊）。最終令之成為綜合資訊網站。2022年4月1日，Moepedia正式對外開放。

## 網站內容
Moepedia在剛開站時收錄了約18,000部美少女遊戲的資訊，其首頁所顯示的是近期會推出或已推出的美少女遊戲。軟倫認為這能讓玩家不會錯過一部遊戲。它設有搜尋功能，容許用戶按着標題、遊戲開發者、能否轉播其內容等條件搜尋特定的遊戲。除此之外，它還會把1992年10月軟倫開設以來的美少女遊戲按月列出，並設立年表頁面，把每年的社會和電子遊戲界大事，以及美少女遊戲代表作品單獨列出。為促進業界發展，軟倫會在網站上提供日本約180間美少女遊戲實體商店的名單，以及在每部美少女遊戲的介紹頁面中附上線上零售商和官方網站的連結。

## 評價
美少女遊戲雜誌《Megastore》形容它就像「滿載美少女遊戲歷史的史頁」。而軟倫則表示，開發者對之有着正面評價，當中部分在網站對外公開前便認為它「將成為一輪熱話」。

## 外部連結
- 官方网站（日語）
- Moepedia的X（前Twitter）（日語）